# Acdestis
Acdestis (лат.) — род вымерших сумчатых млекопитающих из семейства Palaeothentidae отряда ценолестов (Paucituberculata), живших во времена миоцена на территории современной Аргентины.
Впервые описан в 1887 году по останкам, найденным в провинции Санта-Крус (Аргентина).

## Описание
Имел средние размеры (для своего семейства). Зубная формула {\displaystyle I{2 \over ?}C{1 \over ?}P{2 \over 2-3}M{4 \over 4}} (в диастеме между I1 и P3 три или четыре зуба: I2, C, P1, P2; P2 иногда теряется). Третий премоляр (P3) очень мал и варьирует от двухкорневого в полвысоты тригонида первого моляра (M1) до однокорневого менее, чем в половину указанной высоты; нижне-передний бугорок на третьем премоляре (P3) отсутствует; параконид первого моляра нераздвоен; нижне-передний бугорок на P3 очень мал. Размеры от {\displaystyle M{2 \over 2}} к {\displaystyle M{4 \over 4}} уменьшаются резче, а M1 крупнее и уже, чем у видов рода Palaeothentes.

## Классификация
По данным сайта Fossilworks, на апрель 2017 года в род включают 4 вымерших вида:
- Acdestis elatus Ameghino, 1891
- Acdestis lemairei Bown & Fleagle, 1993 — нижний миоцен, провинция Санта-Крус[4]
- Acdestis oweni Ameghino, 1887 [syn. Acdestis owenii Ameghino, 1887, orth. var.] — нижний миоцен, провинция Санта-Крус[5]
- Acdestis parvus Ameghino, 1891